# Diafragma (anticonceptiu)

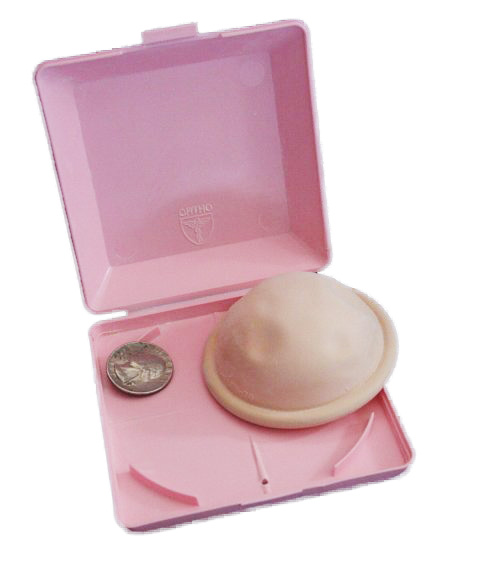
Fotografia d'un diafragma.

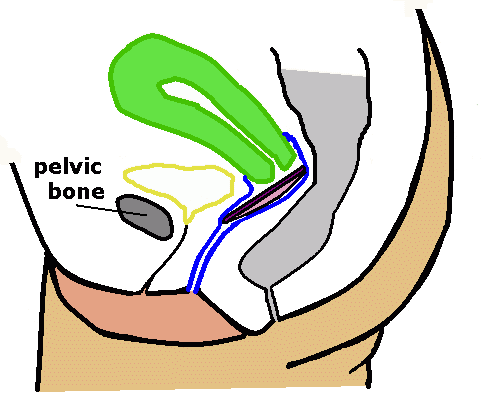
Diafragma. (Visió en tall sagital).

El diafragma és un caputxó damunt d'un anell flexible de forma esfèrica i material similar al condó que es col·loca dins la vagina tapant el coll uterí per impedir que els espermatozoides arribin a l'interior de l'úter. S'utilitza com a mètode anticonceptiu femení i no té efectes secundaris. N'hi ha talles diferents.
El diafragma requereix la supervisió de personal sanitari (llevadora o ginecòlega, usualment) per ensenyar a col·locar-lo, per saber quina mida necessita la dona usuària i per a fer-ne una recepta mèdica necessària per a comprar-lo a les farmàcies.

## Descripció
Consisteix en un cèrcol metàl·lic flexible amb una membrana de làtex, que s'insereix a la vagina i impedeix el pas dels espermatozoides cap a l'úter i, amb això, impedeix l'embaràs.

## Ús
Cal comprovar sempre abans d'usar-lo que no estigui foradat, i renovar-lo aproximadament cada dos anys. El diafragma s'ha de col·locar abans de la relació sexual juntament amb la crema espermaticida, i retirar-lo 8 hores després de l'últim coit. A diferència de l'anella vaginal i del DIU, el diafragma només s'ha d'utilitzar en el moment de mantenir relacions sexuals i no ha de romandre durant dies a la vagina.

## Doble protecció
El diafragma no protegeix contra les infeccions de transmissió sexual ni contra la sida. Per evitar l'embaràs i protegir-se de les infeccions de transmissió sexual, el més aconsellable és utilitzar o bé la píndola anticonceptiva, o l'anella vaginal, o el pegat hormonal, o l'implant subcutani, o l'injectable o el DIU, i alhora el preservatiu masculí o femení.